# Jaap van Proosdij
Jacob (Jaap) van Proosdij (Amsterdam, 15 april 1921 – Zuid-Afrika, 22 januari 2011) was een Nederlands advocaat. Hij werd onder meer bekend door zijn inzet om Joden te behoeden voor deportatie tijdens de Tweede Wereldoorlog.

## Leven en werk
Van Proosdij kwam uit een gereformeerd gezin met vijf kinderen, waarvan alle leden een actieve rol speelden in het verzet. Zijn vader, mr. Antonius Cornelis Govert van Proosdij, verdedigde tijdens de oorlog onder anderen leden van het verzet die waren opgepakt.
Van Proosdij studeerde rechten aan de Vrije Universiteit Amsterdam en werd in 1942 op 21-jarige leeftijd beëdigd als advocaat. Aan het begin van de oorlog werkte hij op het kantoor van Van Krimpen in de Vondelstraat, als assistent van Nino Kotting. Van Krimpen was de advocaat van de Portugees-Israëlietische Synagoge en de medewerkers van het kantoor organiseerden een gigantisch samenweefsel van verdichtselen, valsheid in geschrifte, valse stempels, valse papieren, valse inkten, valse archieven, valse getuigenissen en valse attesten ten behoeve van hun Joodse cliënten.

## Samenwerking met Calmeyer
Vanaf 1943 werkte hij voor het hoofd van het bureau Innere Verwaltung, Hans Calmeyer. Calmeyer had een kantoor op het ministerie van Binnenlandse Zaken en was belast met de behandeling van verzoeken om herziening van de registratie als Jood. Hij was vaak bereid bij twijfel aan de afstamming een vrijstelling te verlenen, hoewel hij wist dat veel verzoeken op vervalsingen berustten. Hij stond echter onder druk van de SS om te bewerkstelligen dat wekelijks duizend gevangenen uit Westerbork gedeporteerd zouden worden.
De eerste opdracht van Van Proosdij was het verminderen van het aantal mensen op de "Portugezenlijst": Sefardische Joden die niet gedeporteerd moesten worden omdat ze niet Joods zouden zijn. In overleg met de Joodse Raad schrapte hij iedereen die al overleden was, gedeporteerd of gemengd gehuwd. Doordat hij inzage kreeg in de dossiers, kon hij bovendien documenten vervalsen zodat veel meer mensen gespaard bleven.
Op verzoek van Calmeyer ging hij later wekelijks met de trein naar Westerbork. Samen met kampcommandant Gemmeker ontving hij Joodse gevangenen en beoordeelde hen aan de hand van hun uiterlijk en de dossiers van Calmeyer. Door de tewerkstelling van kinderen en zieken, de ontruiming van ziekenhuizen en het gebruik van veewagons voor de transporten naar het oosten begreep hij dat de Joden vermoord werden. Hij vervalste documenten of paste deze aan, in de hoop dat Gemmeker daardoor gunstiger zou oordelen over de desbetreffende gevangenen. Op die manier wist hij circa tweehonderd namen van de "lijst Calmeyer" (met tussen de zeshonderd en duizend namen) af te halen. Zijn onkosten werden betaald door een vergoeding van het verzet.

## Na-oorlogse activiteiten
In 1944 zette hij samen met Kotting een eigen advocatenkantoor op in de De Lairessestraat. Na de oorlog waren Van Proosdij en Kotting betrokken bij vele zaken bij de Raad voor het Rechtsherstel van Joden die hun bezittingen terugeisten. In 1951 vertrok hij naar Zuid-Afrika wegens de dreiging van de Koude Oorlog en omdat hij een nieuwe uitdaging nodig had. In 1955 werd hij door Jacques Presser uitgebreid geïnterviewd voor diens boek Ondergang: De vervolging en verdelging van het Nederlandse Jodendom 1940-1945. In 1997 ontving hij de Yad Vashem-onderscheiding Rechtvaardige onder de Volkeren. Ook Hans Calmeyer, Nino Kotting en Arie de Froe hebben deze onderscheiding gekregen.
Van Proosdij overleed in 2011 in Zuid-Afrika.